# Wybrzeże Gdańsk (handball)
Maillots
La section handball du Wybrzeże Gdańsk est un club de handball situé à Gdańsk en Pologne et évoluant en Ekstraklasa.

## Histoire
Le club a été fondé en 1951. Entre 1966 et 2001, le club remporte 10 titres de Champions de Pologne et atteint à deux reprises la finale de la Coupe des clubs champions, en 1986 et 1987
Contraint de disparaître en 2003 à cause de problèmes financiers, le club est reformé en 2010 et remonte dans l'élite polonaise en 2014.

## Palmarès
Compétitions nationales
- Coupe des clubs champions
  - Finaliste (2) : 1986 et 1987

Compétitions internationales
- Championnat de Pologne
  - Vainqueur (10) : 1966, 1984, 1985, 1986, 1987, 1988, 1991, 1992, 2000, 2001
  - Vice-champion (10) : 1956, 1959, 1960, 1967, 1968, 1981, 1982, 1983, 1989, 1990
- Coupe de Pologne
  - Finaliste (2) : 1960, 1978,

## Personnalités liées au club
Parmi les personnalités liées au club, on trouve :
- Mariusz Jurkiewicz : entraîneur de 2021 à 2023
- Rafał Kuptel : joueur de 1999 à 2001
- Marcin Lijewski : joueur de 1996 à 2001 et de 2014 à 2015, entraîneur de 2017 à 2019
- Marek Panas : joueur de 1973 à 1982
- Łukasz Rogulski : joueur de 2012 à 2018
- Artur Siódmiak : joueur de 1996 à 2003
- Daniel Waszkiewicz : joueur de 1979 à 1987, entraîneur de 1996 à 2003 et de 2011 à 2015
- Bogdan Wenta : joueur de 1978 à 1989